# Ezequiel Lezcano
Ezequiel Omar Lezcano (Esperanza, Provincia de Santa Fe, Argentina; 15 de abril de 1981) es un exfutbolista y actual director técnico argentino. Jugaba como mediocampista por izquierda y su primer equipo fue Unión de Santa Fe. Su último club antes de retirarse fue Sarmiento de Humboldt de la Liga Esperancina de Fútbol, donde actualmente es ayudante de campo del técnico Mauro Emmert.

## Clubes

### Como jugador
| Club                   | País      | Año       |
| ---------------------- | --------- | --------- |
| Unión de Santa Fe      | Argentina | 2001-2002 |
| Tacuary                | Paraguay  | 2003      |
| La Perla del Oeste     | Argentina | 2004      |
| Patronato de Paraná    | Argentina | 2004-2005 |
| Libertad de Sunchales  | Argentina | 2005-2006 |
| Unión de Sunchales     | Argentina | 2006-2008 |
| Libertad de Sunchales  | Argentina | 2008-2013 |
| 9 de Julio de Morteros | Argentina | 2013-2014 |
| Sarmiento de Humboldt  | Argentina | 2014-2019 |

### Como asistente técnico
| Club                  | País      | Año    |
| --------------------- | --------- | ------ |
| Sarmiento de Humboldt | Argentina | 2020-? |

| Club                                                    | País      | Año    |
| ------------------------------------------------------- | --------- | ------ |
| [[Club Atlético Union (Esperanza)\|Union de Esperanza]] | Argentina | 2023-? |